# Draaiverdamper

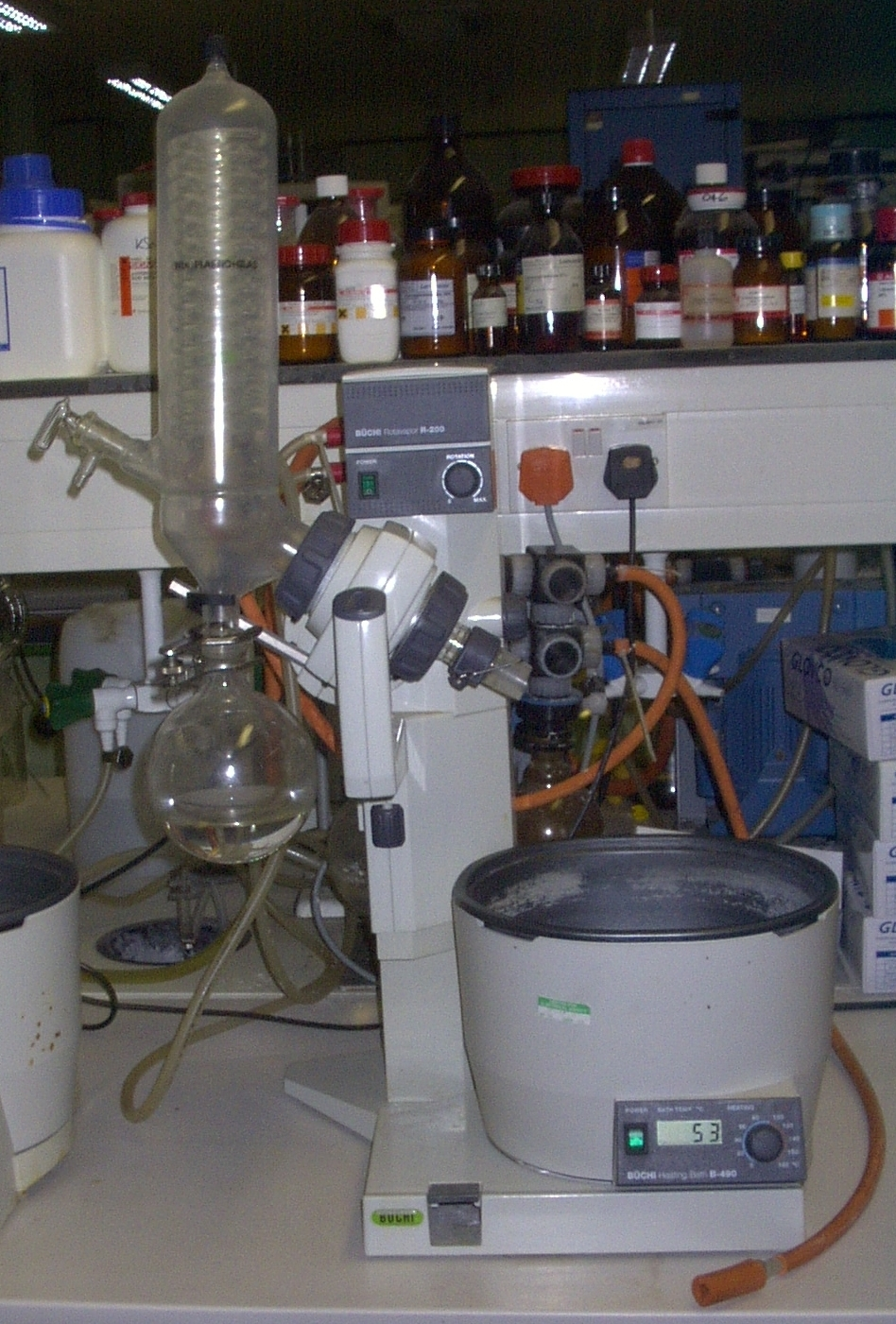
Een Büchi Rotavapor R-200.

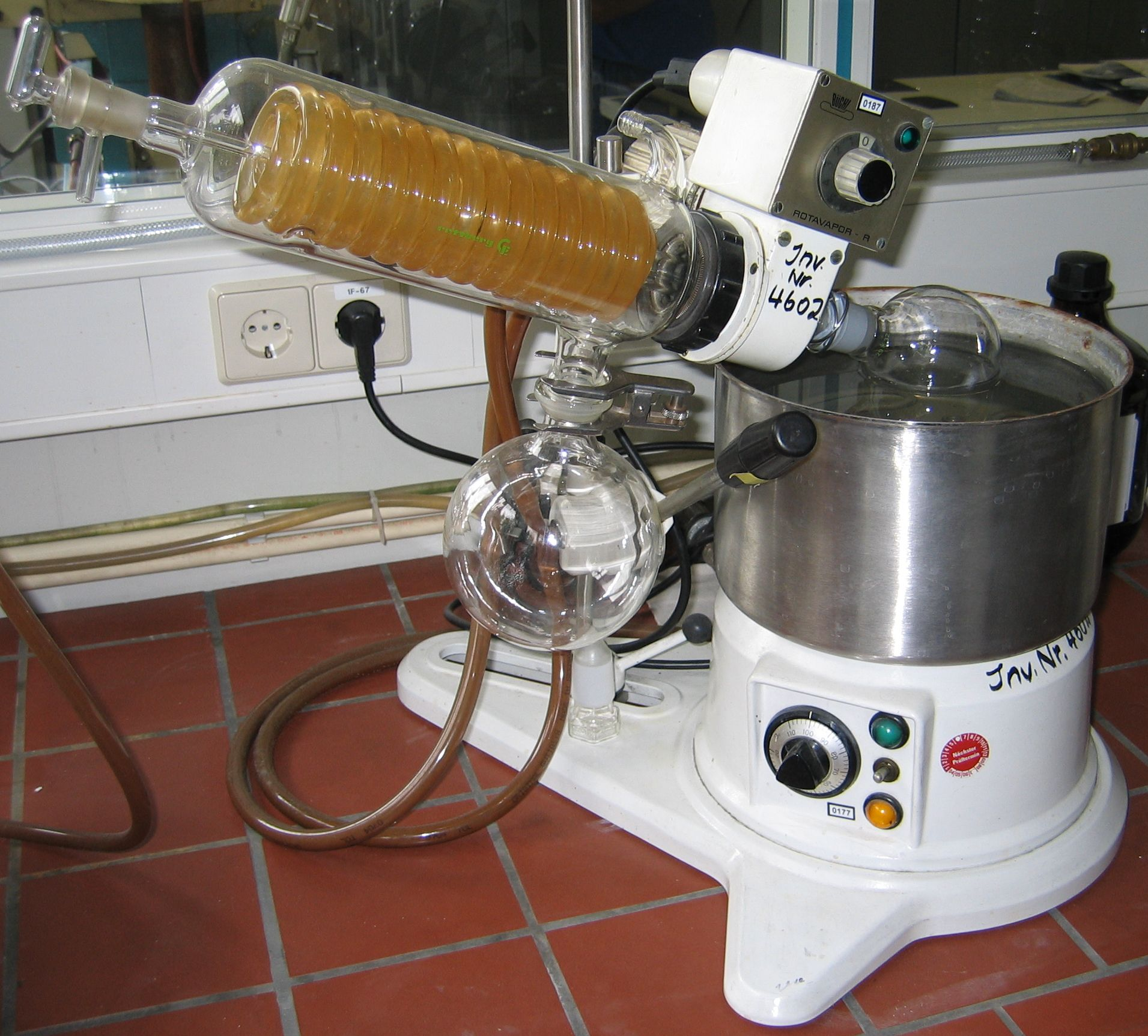
Een ouder model draaiverdamper.

Een draaiverdamper, filmverdamper of rotatiefilmverdamper (ook bekend als rotavap of rotavapor) is een laboratoriumtoestel dat de verdamping van het oplosmiddel bevordert door toevoeging van warmte via een warmwaterbad, oppervlaktevergroting door het genereren van een dunne vloeistoffilm en kookpuntverlaging door het aanbrengen van verminderde druk. De filmverdamper werd in 1950 ontwikkeld door Lyman C. Craig en in 1957 voor het eerst commercieel op de markt gebracht door de firma Büchi.
Een rotatiefilmverdamper is eigenlijk niets anders dan een gespecialiseerd toestel om een vacuümdestillatie uit te voeren. In het laboratorium wordt het vaak gebruikt om vluchtige oplosmiddelen snel te verwijderen van een opbrengst van een organische synthese of extractie. De meeste laboratoria waar organische synthese verricht wordt, zijn standaard uitgerust met een draaiverdamper.

## Werking
Het toestel bestaat uit een met water gevulde verwarmingskuip die een draaiende rondbodemkolf verwarmt. In de kolf bevindt zich een oplossing waaruit het oplosmiddel (of in sommige gevallen een mengsel van oplosmiddelen) verwijderd moet worden. Door de draaiing wordt de binnenkant van de kolf steeds weer bevochtigd met een dun laagje oplosmiddel (een zogenaamde film).
De filmverdamper staat door middel van een vacuümpomp onder verlaagde druk, waardoor het kookpunt van het oplosmiddel verlaagd wordt. Hierdoor verdampt het oplosmiddel nog gemakkelijker.
Via een spiraalkoeler wordt het verdampte oplosmiddel weer vloeibaar en opgevangen in een opvangkolf.
Een spatbol kan worden gebruikt om bij het indampen te voorkomen dat het schuimende mengsel product meeneemt in het toestel zelf. Dit wordt bijvoorbeeld toegepast wanneer tolueen ingedampt moet worden.